# Martin Cirque
Der Martin Cirque ist ein 1,5 km breiter und markanter Bergkessel im ostantarktischen Viktorialand. In der Asgard Range liegt er 3 km nordwestlich des Mount Newall und nimmt die Südwand des Wright Valley zwischen dem Denton-Gletscher und dem Nichols Ridge ein. Der Bergkessel liegt in einer Höhe von rund 850 m und ist nahezu eisfrei.
Das Advisory Committee on Antarctic Names benannte ihn 1997 nach Craig J. Martin, der unter anderem von 1977 bis 1987 an Bau- und Ingenieursprojekten auf der Siple-Station, der Amundsen-Scott-Südpolstation, der McMurdo-Station und diversen Forschungscamps beteiligt war.